# جانی مندل
جانی مندل (انگلیسی: Johnny Mandel؛ زادهٔ ۲۳ نوامبر ۱۹۲۵ – درگذشته ۲۹ ژوئن ۲۰۲۰) موسیقی‌دان اهل ایالات متحده آمریکا بود.
مندل سابقه دریافت جایزه اسکار بهترین ترانه در سال ۱۹۶۵ و جایزه گرمی برای بهترین ترانه سال ۱۹۶۶ را داشت. از ترانه‌های مشهورش می‌توان «خودکشی درد ندارد» را نام برد که برای فیلم مش رابرت آلتمن ساخت.

## فیلم‌شناسی
- آخرین مأموریت
- آرزوهای تابستان، رویاهای زمستان
- آگاتا
- آن روز سرد در پارک
- پادوی گلف
- حضور
- حکم
- روس‌ها می‌آیند، روس‌ها می‌آیند
- صدای سوم
- مش
- می‌خواهم زنده بمانم!
- نگاهی به بیرون
- هارپر